# Balis

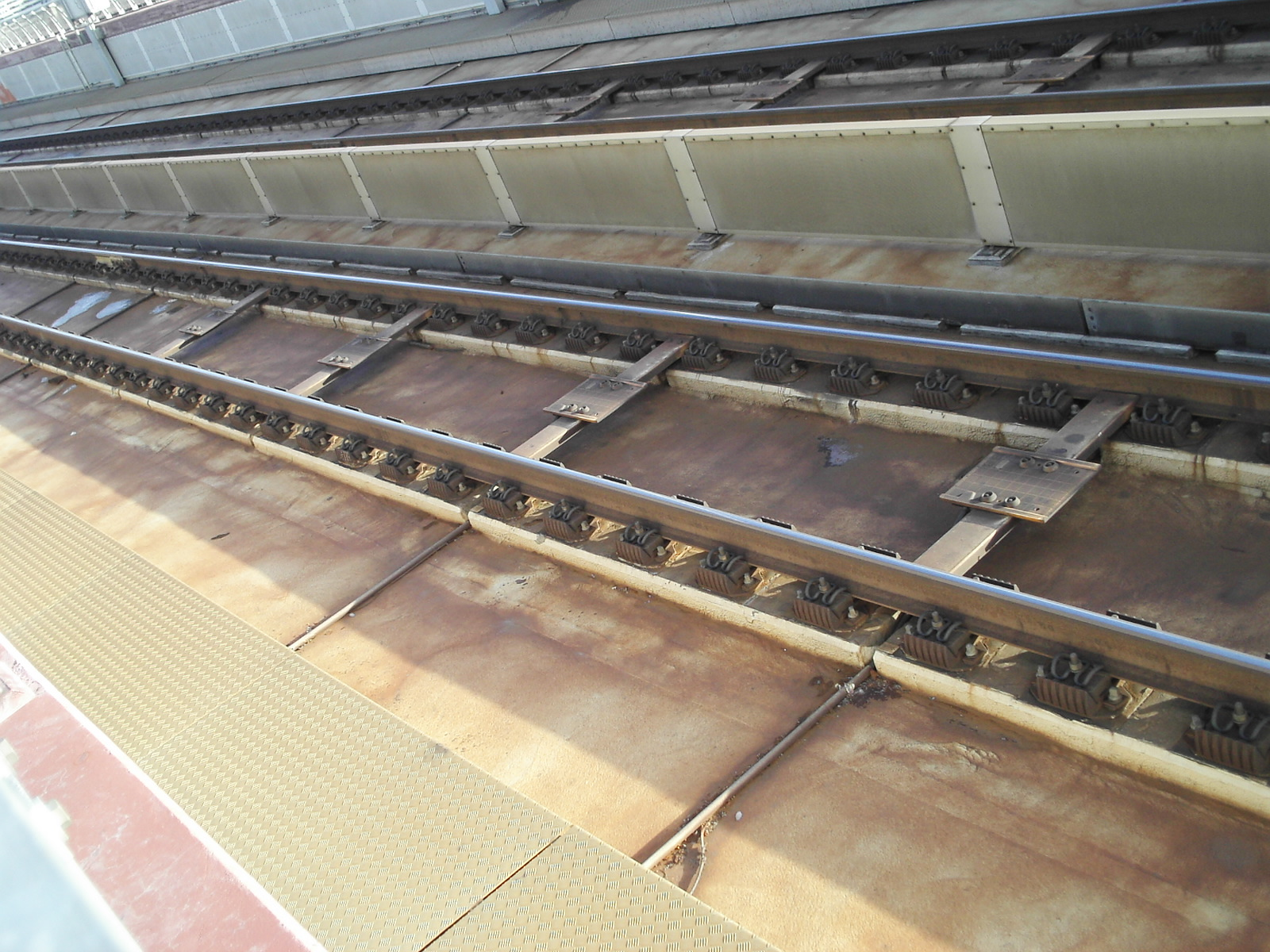
Fyra baliser monterade på ett sliperlöst spår

Balis (fr: balise, sjömärke) är en del av en telekommunikationsutrustning och placerad mitt i ett järnvägsspår. Balisen sänder information om kommande bansträcka till ett passerande tåg.

## Montering
Baliserna placeras mitt emellan rälerna i spåret. De är fästa vid en sliper. Baliserna är placerade i en grupp om minst 2 och max 5 baliser med inbördes avstånd på ca 3m. Baliserna känns lätt igen som gula fyrkantiga plattor.

## Funktion
I Sverige användes baliser först som en del av ATC-systemet. Under 2000-talet har en ny Eurobalis standardiserats som en del av European Rail Traffic Management System (ERTMS). Dess funktion är vanligen enklare. Se Eurobalis. Inom ATC har baliserna följande funktioner:
- Balisen aktiveras av en sändare i tågets första fordon (vanligen ett lok).
- Den aktiverade balisen sänder ett standardiserat meddelande tillbaka till en mottagare i fordonet som vidarebefordrar meddelandet till en dator ombord, som i sin tur meddelar föraren och i yttersta fall automatiskt nödbromsar tåget.
- Baliser finns bara i grupper om 2 till 5 baliser. Minst två är nödvändigt för att tåget ska kunna tolka i vilken färdriktning meddelandet gäller.
- En balis har antingen ett fast meddelande såsom största tillåtna hastighet (STH), avstånd till nästa balisgrupp eller banans spårgeometri (lutning och gradienter), eller ett variabelt meddelande såsom den hastighet som tillfälligt gäller (från noll och upp till STH) och vilken hastighet som gäller efter nästa balisgrupp (målhastighet). Dessa hastigheter anges mer exakt än den aspekt (signalmönster) de optiska signalerna och tavlorna visar.
- Optiska signaler och tavlor kan sägas vara ett komplement till baliserna ifall dessa ej fungerar. Optiska signalernas aspekter är dock begränsade till att endast ange ett fåtal möjliga hastigheter.
- För att underlätta för lokföraren finns även repeterbaliser som repeterar kommande meddelanden.
- Tågets dator, som även innehåller uppgifter om tågets vikt och längd, kan med balisernas uppgifter beräkna när inbromsning måste påbörjas (hastighet, vikt och lutning) eller när hastighet kan ökas (tågets längd till sista vagnen). Se ATC.

## Teknik

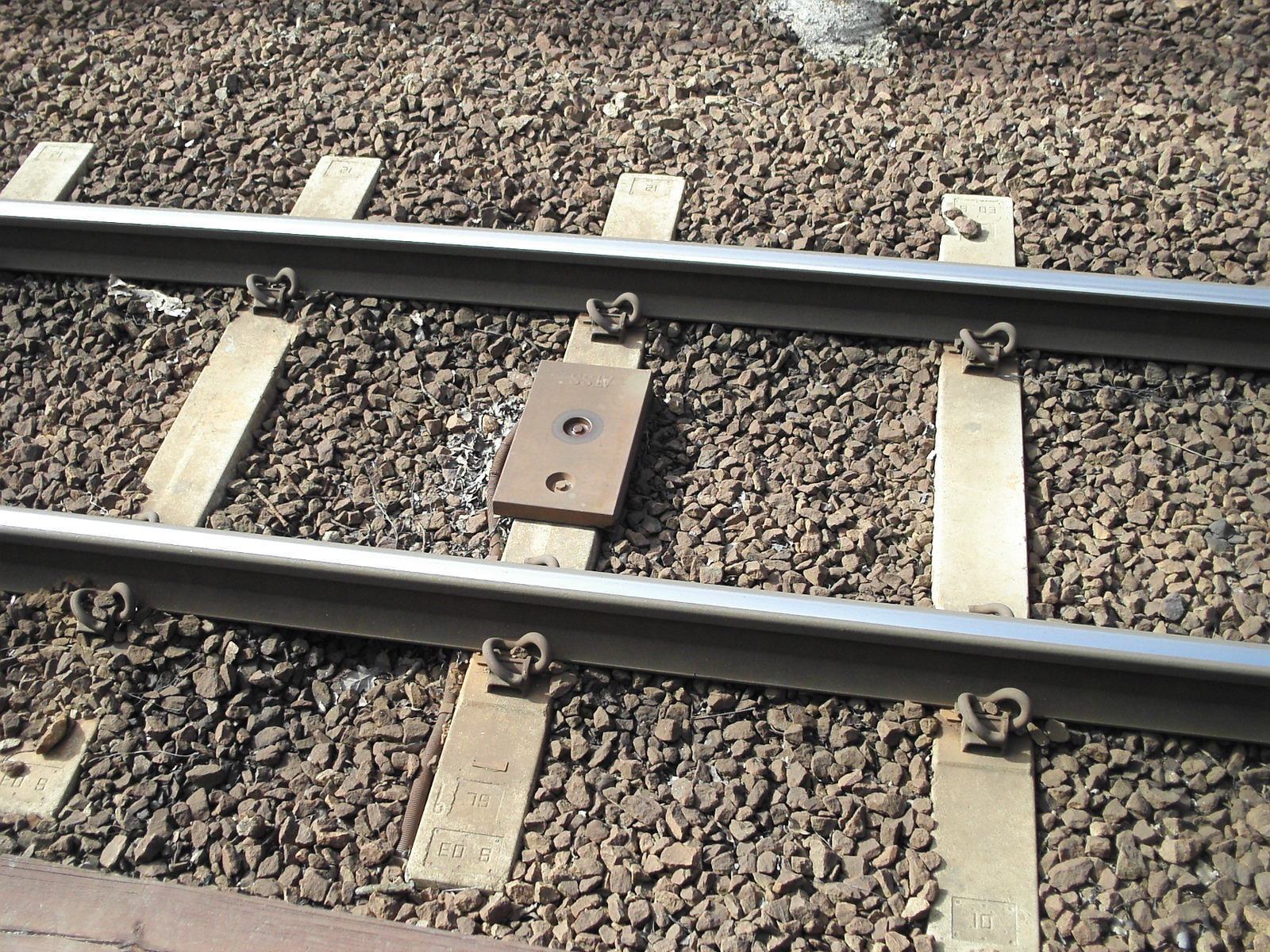
Den smalspåriga Roslagsbanan har mindre baliser

Balisen innehåller en resonanskrets som från tågets elektromagnetiska sändare genererar den energi som krävs för att återsända meddelandet till tåget. Baliser för fasta meddelanden är helt autonoma och kräver ingen anslutning av kablar. Baliser för variabla meddelanden kräver anslutning av kabel från till exempel styrutrustningen till optiska signaler eller från ett ställverk.
Meddelandena som sänds, består av ca 1 000 tecken data och kontrollsummor för att kunna verifiera korrekt avläsning. Meddelandena sänds mycket snabbt. Om tåget kör med 500 km/t hinner det ändå ta emot 3 meddelanden.
En balis läses av 8[källa behövs] gånger från tågets ATC-antenn vid passage ovanför balisen. Om inte tågets ATC-antenn registrerar minst 8 avläsningar får man balisfel (fel i överföringen från balisen till lokets antenn). Vilken effekt dessa balisfel får är olika. Det kan vara allt från nödbromsning till "80-övervakning", dvs köra högst 80 km/h tills nästa ATC-besked läses av vid nästa balis. Det nuvarande ATC-systemet, ATC 2 är konstruerat för en maxhastighet på 250 km/h.

## Historik
Baliser började installeras i Sverige på 1980-talet. Automatic Train Control (ATC), som förutsätter baliser, visade sig nästan helt eliminera den mänskliga faktorn som orsak till tågolyckor. Baliser finns nu på alla större banor i landet.
"European Rail Traffic Management System" ERTMS är en ny standard för styrning av tågtrafik. Där ingår en Eurobalis som viktig komponent med den huvudsakliga funktionen att meddela tåget positionen utmed banan. Den stora skillnaden är att Eurobalisen normalt endast sänder en fast positionsangivelse (LDA=Local Dependant Addressing) medan hastighetsuppgifterna (movement authority) sänds via radio (GSM-R). Eurobaliserna blir mycket billigare och kan placeras tätare så att "flytande" fjärrblockering möjliggörs (höjer banans kapacitet). Eftersom ERTMS tar flera år att införa har man delat upp standarden i tre nivåer. Under ombyggnadstiden kan man använda Eurobaliser, som även kan sända variabla meddelanden enligt ATC-systemet. Denna teknik kan även användas på hårt trafikerade sträckor även efter ombyggnaden.
Det har spekulerats i att baliserna kan komma att ersättas av "Global Positioning System" GPS för att tåget ska kunna veta var det befinner sig.[källa behövs]
- Wikimedia Commons har media som rör Balis.